# Morne Bel-Air (Trois-Rivières)
Pour les articles homonymes, voir Morne Bel-Air.
Le morne Bel-Air est un sommet situé sur l'île de Basse-Terre en Guadeloupe. S'élevant à 380 mètres d'altitude, il se trouve sur le territoire de la commune de Trois-Rivières.
Le morne Bel-Air est classé à l'Inventaire national du patrimoine naturel. 